# Antoine Gustave Droz
Antoine Gustave Droz (9 de junio de 1832 – 22 de octubre de 1895) autor francés, hombre de letras e hijo del escultor Jules-Antoine Droz (fr) (1807–1872), nació en París.
Fue educado como un artista, y comenzó a exhibir en París en el Salon de 1857 con una serie de ensayos que trataban alegre y ligeramente las intimidades de la vida familiar en La Vie Parisienne que fue editado como libro bajo el título de Monsieur, Madame et Bébé (1866),  lo que le llevó a ganar un inmediato y gran éxito. Entre Nous (1867) estuvo escrito bajo una lógica similar, seguido por algunas novelas psicológicas: Le Cahier Bleu de Mlle Cibot (1868); Autour d'une Fuente (1869); Un Paquet de Lettres (1870); Babolain (1872); Les Étangs (1875); Une Femme Gênante (1875); y L'Enfant (1885). Su Tristesses et Sourires (1884) es un análisis delicado de las sutilezas de las relaciones familiares y sus dificultades.  El primer libro de Droz estuvo traducido al inglés bajo el título de Papá, Mamá y el bebé (1887).

Gustave Droz vio al amor dentro del matrimonio como la clave de la felicidad humana y condenó a cualquier hombre que haga que el matrimonio suene aburrido y rutinario(...) Aconsejó a las mujeres a seguir sus corazones y a casarse con un hombre de su misma edad

Antoine Gustave Droz Buffet de chemin de fer.jpg|Un buffet de chemin de fer.
Lithographie de 1864 d'après un tableau de Gustave Droz.

## Obra
- Monsieur, madame et bébé 1866

- Entre nous 1867

- Le Cahier bleu de Mlle. Cibot 1868

- Autour d'une source 1869

- Un Paquet de lettres 1870

- Babolain 1872

- Les Étangs 1875

- Une Femme gênante 1875

- Tristesses et sourires (1884)

- L'Enfant (1885)

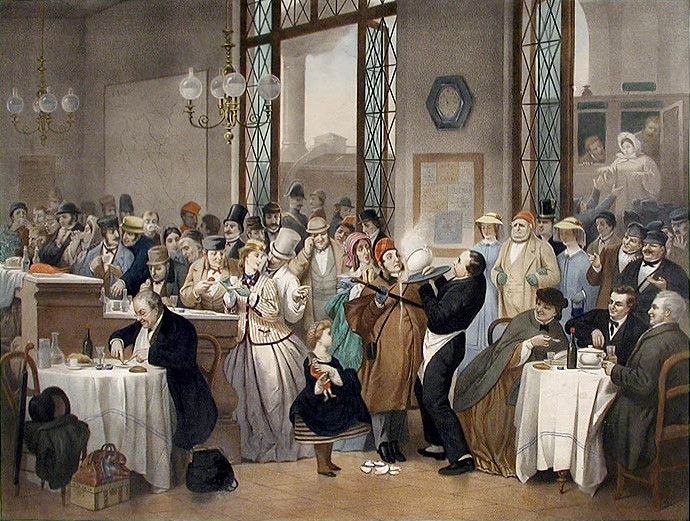
Un buffet de chemin de fer, litografía de 1864 de Gustave Droz.
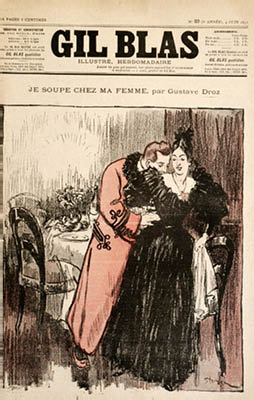
Je soupe chez ma femme, litografía de Steinlen ilustrando un episodio de Monsieur, madame et bébé y su revisión por Gil Blas en 1870.
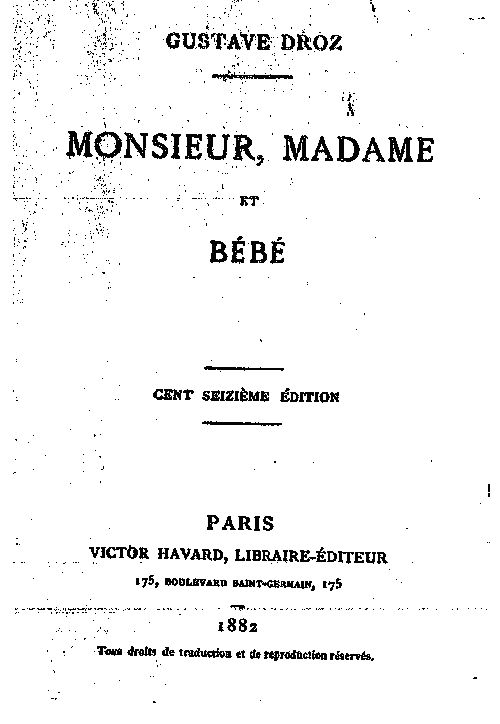
Monsieur, madame et bébé, frontispicio de la 116ª ed. aparecida en 1882.